# Asmund Gleerup
Asmund Christian Gleerup (6. oktober 1809 i Aalborg – 22. juni 1865 på Frederiksberg) var en dansk lærer og politiker.
Der er opstillet en mindesten for Gleeup i Høng på Vestsjælland.

## Uddannelse
Gleerup blev født af forældrene, krigsråd og stiftsrevisor Niels Georg Gleerup (død 1819) og Anna Bolette født Hjorth (senere gift med major C.H. Leonhart). Efter en tarvelig skoleundervisning gjorde han som kahytsdreng en rejse til Vestindien, lærte i 1826-28 boghandelen hos sin halvbroder i Lund, gik derpå i handelsskole i København og fik plads som kommis. I denne stilling blev han tilfældig vidende om et påtænkt stort smugleri, og da han anså det for sin pligt at gøre angivelse derom til Toldvæsenet, kunne han efter dette ikke få nogen plads her hjemme. Han rejste derfor til England, hvor han tilbragte et halvt år, og gik der fra til Vestindien, hvor han 1832-33 var underforvalter ved en plantage. Efter sin hjemkomst var han i et par år boghandlerkommis i Christiania, var derefter 1835-39 skriver ved straffeanstalten på Christianshavn, men tog i 1839 skolelærereksamen på Jonstrup Seminarium og blev samme år skolelærer på Ovrø i Isefjorden, hvorfra han i 1842 forflyttedes til Udby på Tuse Næs i Holbæk Amt.

## Indtræden i politik
Gleerup var stærkt grebet af den vågnende politiske bevægelse og deltog navnlig med iver i bestræbelserne for økonomisk, socialt og politisk at frigøre bondestanden. Regeringen gjorde et afmægtigt forsøg på at knuse denne bevægelse i fødselen; men det berømte kancellicirkulære af 8. november 1845, som forbød alle forsamlinger, der måtte gå ud på at forhandle disse forhold, med mindre tilladelse forud var given af politimesteren, og endda så, at ingen uden for sognedistriktet måtte deltage deri, bragte den ulmende glød til at slå ud i flamme. En med 9274 underskrifter forsynet petition til kong Christian 8. bad om cirkulærets tilbagekaldelse og androg om flere reformer. deputationen, som skulle overrække den, blev ikke modtagen, men til gengæld indbødes den af københavnske borgere til et gilde 25. november 1845 på skydebanen. Orla Lehmann, Anton Frederik Tscherning, Laurids Skau, rådmand Nicolai Jonathan Meinert, alle velbekendte og veltalende ledere, havde udbragt skåler til de afsungne sange, da en ung, bleg mand, der som medlem af deputationen havde en æresplads, rejste sig og begyndte med de ord, der elektriserede forsamlingen: «Nu kommer Bonden!» Det var Gleerups første offentlige optræden, men fra det øjeblik havde han sin plads blandt Danmarks mest veltalende mænd. Her skal kun nævnes denne ene udtalelse, der var kernen i Gleerups politiske trosbekendelse, og som han holdt fast ved hele sit liv igennem: 
| Citat | Bondestanden har gennemløbet den ene Halvdel af Cirkelen, fra oven nedad, fra den højeste borgerlige Anseelse til den dybeste borgerlige Fornedrelse; nu står tilbage den anden Halvdel, fra neden opad, at genvinde og erobre Bondenavnet i dets oprindelige Betydning. Vi ville få Bondesprog at høre og Bondevilje at fornemme. Ikke som om jeg ville prædike eller endog kun ønske et Bondevælde – nej, lige så lidt et Bondevælde som et Adelsvælde, ingen Stand over den anden, ingen Stand under den anden, alle ved Siden af hinanden og Loven over alle. | Citat |
|       | |       |

## Politisk virke hos Bondevennerne og Venstre
Samtidig falder stiftelsen af Bondevennernes Selskab, til hvilket Gleerup var den virkelige ophavsmand, om han end har rådført sig med andre, navnlig den bekendte Jens Gregersen af Kundby, om planen. Indbydelsen udgik 7. november 1845, underskrevet af Johan Christian Drewsen, Orla Lehmann, Balthazar Christensen og Tscherning, og selskabet stiftedes 5. maj 1846. Gleerup, som året i forvejen efter Kancelliets pålæg havde nedlagt sit skolelærerembede og stiftet en privatskole i København, blev dets sekretær og tillige medlem af dets bestyrelse, men udtrådte i maj 1852. Fra 1844-47 var han formand for Holbæk Amts kommunale Forening og stiftede i 1846 sammen med Rasm. Sørensen Holbæk Amts Brandforsikringsforening, hvis formand og bestyrer han var, indtil han i maj 1855 fortrængtes af Jens Andersen Hansen. Som bondeven deltog han 1848 i hippodrommøderne, og i oktober 1848 valgtes han i Holbæk Amts 3. Valgkreds til den grundlovgivende rigsforsamling, hvor han var sekretær og havde sæde i grundlovsudvalget. Han optrådte ikke hyppig som taler, men når det skete, var hans foredrag lige så fuldendte i formen som vægtige i indholdet. Indenrigsminister Peter Georg Bang kaldte ham som medlem til Den Store Landbokommission i 1849. Ved første folketingsvalg i december 1849 kåredes han i sin gamle kreds, men der var da allerede kommet en dissens tilstede mellem ham og Bondevennerne, hvis alt for ensidige demokratisme og den gang frembrydende antinationale tendenser han ikke kunne billige, medens han følte sig mere dragen til det såkaldte "intelligente Venstre" (Hans Egede Schack, Adolph Steen og flere), og følgen blev, at han ved valget i august 1852 faldt igennem. I samme år blev han ansat som lønnet Folketingssekretær og tre år efter som bureauchef, så vel ved Rigsdagen som ved Rigsrådet. Det var en følge af disse stillinger, at han helt trådte tilbage fra den aktive politik, men ved enkelte store lejligheder optrådte han dog som taler, sidste gang ved det store møde i Casino 28. marts 1863, hvilket han indledede med en fortrinlig tale. Gleerup var pyntelig og korrekt i sit foredrag som i sin klædedragt og person, men denne omhu for formens ydre skønhed gjorde intet skår i den elektriserende varme, som altid greb hans tilhørere. En sygdom, på hvilken han længe havde båret, men med stor sjælsstyrke bekæmpet, endte hans liv 22. juni 1865. – Han var 15. oktober 1838 blevet gift med Anna Johanne Obeline Synderbye (født 1817), hvis far var ligbærer.
Han er begravet på Frederiksberg Ældre Kirkegård.